# Olivier Vanneste
Pour les articles homonymes, voir Vanneste.
Olivier Paul Jules Vanneste, né le 18 mai 1930 à Courtrai, et mort à Bruges le 18 septembre 2014 fut le gouverneur de la Flandre Occidentale de 1979 à 1997.

## Herald of Free Enterprise
L'activité la plus en vue qu'il eut à accomplir fut celle de directeur de crise lors du naufrage de l'Herald of Free Enterprise, le 6 mars 1987. La mort de 193 passagers fut à déplorer, alors que 367 autres furent sauvés. Pour la façon dont il conduisit les travaux de sauvetage, la reine Élisabeth II lui conféra le titre de Knight Commander of the British Empire.
En outre, le 18 avril 2002 il obtint concession de noblesse héréditaire avec le titre personnel de baron. Il prit pour devise Labore progressum perficere.
Au cours de ses fonctions de gouverneur, il fut confronté à douze catastrophes en mer, dont celle avec le Mont Louis (chargé de déchets radioactifs) en 1984. Il contribua à l'élaboration de nouvelles conventions, tant nationales qu'internationales, concernant la sécurité et la prévention, tant en mer que sur terre.

## Carrière
Vanneste, fils du relieur Jozef Vanneste et de Simonne Lecluse, obtint le diplôme de licencié en sciences économiques à l'Université catholique de Louvain. Il fit ensuite son service militaire qu'il termina avec le grade de capitaine-commandant de l'artillerie.
En 1955, il épousa la pharmacienne Marie-Claire De Breuckere (1930). Ils eurent quatre enfants.
En 1954, Vanneste et Guido Declercq publièrent leur étude Structurele werkloosheid in West-Vlaanderen. L'ouvrage rencontra un accueil très favorable et sa partie théorique fut même citée dans le rapport économique des Nations unies. En Flandre Occidentale, l'étude fut utilisée comme plan directeur de base pour le développement économique de la province.
En 1967, Vanneste fut promu docteur en sciences économiques et fut le bénéficiaire de plusieurs prix scientifiques liés à ses études consacrées au concept de pôle de croissance. Il devint professeur extraordinaire à la Katholieke Universiteit Leuven (KUL) et chargé de cours au Collège d'Europe.
Devenu collaborateur du gouverneur Pierre van Outryve d'Ydewalle, il fonda le West-Vlaamse Economische Raad (WER) et le West-Vlaams Economisch Studiebureau (WES), deux institutions qu'il dirigea pendant 22 ans. Il fut également membre de plusieurs commissions et groupes d'études au niveau national, parmi lesquels la Commission Verschaeve pour l'étude du développement du port de Zeebruges.
Le 28 septembre 1979, il fut nommé gouverneur de la Flandre Occidentale, succédant à Leo Vanackere qui était décédé après seulement 79 jours de gouvernorat. Vanneste déploya une activité remarquable dans cette fonction.
À l'heure de la retraite, il devint administrateur de la KBC et de la Katholieke Universiteit Leuven. Il fut également président de la Fondation médicale Reine Élisabeth et administrateur-trésorier du Collège d'Europe.
Au niveau international, il s'engagea particulièrement dans l'aide à l'Indonésie. Il collabora en 1970 à la régionalisation des plans quinquennaux dans ce pays. Au cours de plusieurs décennies, il déploya une activité soutenue pour la formation de fonctionnaires indonésiens.

## Publications
- (nl) Structurele werkloosheid in West-Vlaanderen (avec Guido Declercq), (1954)
- (nl) Kust en hinterland. Proeve van een toeristisch-economische studie (avec Guido Declercq), (1955)
- (nl) De Belgische zeevisserij (1958)
- (nl) Het arrondissement Brugge (1961)
- (en) The growth pole concept and the regional economic policy : with an example of application to the Westflemish economy (1971)
- (nl) Zeebrugge, een groeipool (1985)
- (nl) De Westhoek, een economische evaluatie (1991)
- (nl) Verzamelde toespraken, I, 1980-1989 (1990), II, 1990-1996 (1997)
- (nl) De Brandweer in West-Vlaanderen (1993)

## Distinctions

### Belges
- Grand officier de l'ordre de Léopold (1997)[2]
- Grand officier de l'ordre de la Couronne

### Étrangères
- Chevalier commandeur de l'ordre de l'Empire britannique
- Grand officier de l'ordre d'Orange-Nassau
- Officier de l'ordre de l'Infant Dom Henri
- Officier de l'ordre du Mérite de la République italienne‎

## Littérature
- Werner Vens, e. a., Olivier Vanneste en West-Vlaanderen, Tielt, 1997
- Humbert de Marnix de Sainte Aldegonde, État présent de la noblesse belge, Annuaire 2013, Bruxelles, 2013.